# Nubecularioidea
Nubecularioidea es una superfamilia de foraminíferos del suborden Miliolina y del orden Miliolida. Su rango cronoestratigráfico abarca desde el Anisiense (Triásico medio) hasta la Actualidad.

## Discusión
Clasificaciones previas incluían las familias de Nubecularioidea en la Superfamilia Cornuspiroidea.

## Clasificación
Nubecularioidea incluye a las siguientes familias:
- Familia Discospirinidae
- Familia Fischerinidae
- Familia Nubeculariidae
- Familia Ophthalmidiidae
- Familia Zoyaellidae

Otra familia considerada en Nubecularioidea es:
- Familia Calcivertellidae